# カスタマ構内設備
カスタマ構内設備（カスタマこうないせつび、英：Customer-premises equipment, Customer-provided equipment, CPE）とは、加入者の所有する敷地内（構内）にある通信端末などの通信機器や配線を指す。それらは電気通信回線を通して通信業者（キャリア）のネットワークに接続されている。その接続点をデマーク (demarc) と呼ぶ。デマークは建築物に設置され、加入者の設備と通信業者の設備の分岐点となっている。
CPEは、電話機、DSLモデム、ケーブルモデム、ホームルーター、購入したセットトップボックスなど、通信サービスを受けるための機器を一般に指す。他にも構内交換機や内線電話などもCPEに含まれる。公衆電話や過電圧保護装置などはCPEには含まれない。
携帯電話事業者は、顧客が（補助金なしで）購入した携帯電話をCPEと呼んでいる場合がある。
また、住宅に接続されたDSLやケーブル線のFQDNには 'cpe' というプレフィックスが付与されることが多い。